# Bubble (programação)
Bubble.io é uma plataforma online de desenvolvimento de aplicações web por meio de um ambiente intuitivo de desenvolvimento de aplicação de WebApps (sem necessidade de programação por código) e, serviço de hospedagem, desenvolvida pelo Bubble Group, para usuários leigos em tecnologia desenharem uma interface através do método de clicar e arrastar elementos em uma página (drag and drop), bastando apenas definir fluxos de trabalho para controlar as ações.
O ambiente de desenvolvimento visual é executado no navegador (sem necessidade de download ou plugin) e permite criar sites e aplicativos da web (WebApps) com funcionalidades avançadas, mais completas que os construtores web orientados a modelos, como Wix e Squarespace.

## História
De acordo com a Associação Brasileira de Empresas de Tecnologia da Informação e Comunicação (Brasscom), o mercado de desenvolvimento de aplicativos deve precisar de 420 mil profissionais no Brasil até 2024, ao passo que, por ano, são formados aproximadamente 46 mil profissionais no País. Para desafogar essa demanda, startups estão desenvolvendo novas ferramentas que facilitam a criação de aplicativos, chamadas plataformas "no code" ou "low code" ("sem código" ou "pouco código", do inglês).
A Bubble Group foi fundada por Emmanuel Straschnov e Josh Haas, em 2012, em Nova York. Em 2019, Bubble arrecadou US$ 6 milhões da SignalFire, Neo, Nas, Eric Ries e os fundadores da Warby Parker, Allbirds, Okta e Harry's. A Bubble foi indicada como uma das empresas mais inovadoras da Fast Company de 2021.
Pequenas empresas começaram a usar a Bubble, como, por exemplo: Plato usa no backoffice; Qoins e Meetaway são executados em Bubble; Dividend Finance levantou US$ 365 milhões com suporte do Bubble.

## Funcionalidades
A Bubble permite que os usuários criem aplicativos online com funções simples, como o envio de e-mails para determinados grupos de usuários, até ações mais complexas, como transações bancárias. Permite fazer sites semelhantes a: mídia social como Twitter, mercados como Airbnb e Uber, serviços como Instacart. A plataforma oferece integrações com API, modelos e plug-ins, além de permitir aos usuários a criação de novos plug-ins de serviços de terceiros integrados. Permite aceitar pagamentos com a Stripe, usa o Intercom para suporte ao cliente via chat, e o Mixpanel para análise de usuários.
É possível usar seus dados do Bubble fora do Bubble; por exemplo: você pode criar um aplicativo para iPhone que use o banco de dados criado no Bubble, pois a plataforma disponibiliza um serviço de hospedagem integrado, inclusive com recursos de dimensionamento e controle de tráfego.
Além disso é possível criar novos plugins e features para estender as funcionalidades da plataforma e disponibilizados para outros usuários, seja de forma gratuita ou como recursos pagos.